# Иванцево (Пореченская волость)
Иванцево — деревня в Великолукском районе Псковской области России. Входит в состав сельского поселения «Пореченская волость».
Расположена в 38 км к югу от райцентра Великие Луки и в 4 км к юго-западу от волостного центра Поречье.

## Население
Численность населения деревни по состоянию на 2000 год составляла 21 житель, на 2010 год — 14 жителей.